# Emma McKeon
Emma Jennifer McKeon (Wollongong, 24 de mayo de 1994) es una deportista australiana que compitió en natación, especialista en los estilos libre y mariposa; seis veces campeona olímpica. Su hermano David compitió en el mismo deporte.

## Trayectoria
Participó en tres Juegos Olímpicos de Verano, obteniendo en total trece medallas: cuatro en Río de Janeiro 2016, oro en 4 × 100 m libre, plata en 4 × 200 m libre y 4 × 100 m estilos y bronce en 200 m libre, siete en Tokio 2020, oro en 50 m libre, 100 m libre, 4 × 100 m libre y 4 × 100 m estilos y bronce en 100 m mariposa, 4 × 200 m libre y 4 × 100 m estilos mixto, y dos en París 2024, oro en 4 × 100 m libre y plata en 4 × 100 m estilos.
Ganó diecisiete medallas en el Campeonato Mundial de Natación entre los años 2013 y 2023, y siete medallas en el Campeonato Mundial de Natación en Piscina Corta de 2022. Además, obtuvo siete medallas en el Campeonato Pan-Pacífico de Natación, en los años 2014 y 2018.
En 2017 fue condecorada con la Medalla de la Orden de Australia (OAM) y en 2022 fue nombrada miembro de la Orden de Australia (AM). Además, en 2021 fue elegida «Mejor nadadora femenina del año» por la FINA.
Estudió el grado en Salud Pública y el máster en Nutrición en la Universidad Griffith.

## Palmarés internacional
| Juegos Olímpicos                    | Juegos Olímpicos        | Juegos Olímpicos  | Juegos Olímpicos        |
| Año                                 | Lugar                   | Medalla           | Prueba                  |
| ----------------------------------- | ----------------------- | ----------------- | ----------------------- |
| 2016                                | Río de Janeiro (Brasil) | Medalla de oro    | 4 × 100 m libre         |
| 2016                                | Río de Janeiro (Brasil) | Medalla de plata  | 4 × 200 m libre         |
| 2016                                | Río de Janeiro (Brasil) | Medalla de plata  | 4 × 100 m estilos       |
| 2016                                | Río de Janeiro (Brasil) | Medalla de bronce | 200 m libre             |
| 2020                                | Tokio (Japón)           | Medalla de oro    | 50 m libre              |
| 2020                                | Tokio (Japón)           | Medalla de oro    | 100 m libre             |
| 2020                                | Tokio (Japón)           | Medalla de oro    | 4 × 100 m libre         |
| 2020                                | Tokio (Japón)           | Medalla de oro    | 4 × 100 m estilos       |
| 2020                                | Tokio (Japón)           | Medalla de bronce | 100 m mariposa          |
| 2020                                | Tokio (Japón)           | Medalla de bronce | 4 × 200 m libre         |
| 2020                                | Tokio (Japón)           | Medalla de bronce | 4 × 100 m estilos mixto |
| 2024                                | París (Francia)         | Medalla de oro    | 4 × 100 m libre         |
| 2024                                | París (Francia)         | Medalla de plata  | 4 × 100 m estilos       |
| Campeonato Mundial                  |                         |                   |                         |
| Año                                 | Lugar                   | Medalla           | Prueba                  |
| 2013                                | Barcelona (España)      | Medalla de plata  | 4 × 100 m libre         |
| 2015                                | Kazán (Rusia)           | Medalla de oro    | 4 × 100 m libre         |
| 2015                                | Kazán (Rusia)           | Medalla de bronce | 4 × 100 m estilos       |
| 2017                                | Budapest (Hungría)      | Medalla de plata  | 200 m libre             |
| 2017                                | Budapest (Hungría)      | Medalla de plata  | 100 m mariposa          |
| 2017                                | Budapest (Hungría)      | Medalla de plata  | 4 × 100 m libre         |
| 2017                                | Budapest (Hungría)      | Medalla de plata  | 4 × 100 m estilos mixtp |
| 2017                                | Budapest (Hungría)      | Medalla de bronce | 4 × 200 m libre         |
| 2017                                | Budapest (Hungría)      | Medalla de bronce | 4 × 100 m estilos       |
| 2019                                | Gwangju (Corea del Sur) | Medalla de oro    | 4 × 100 m libre         |
| 2019                                | Gwangju (Corea del Sur) | Medalla de oro    | 4 × 200 m libre         |
| 2019                                | Gwangju (Corea del Sur) | Medalla de oro    | 4 × 100 m estilos mixto |
| 2019                                | Gwangju (Corea del Sur) | Medalla de plata  | 4 × 100 m estilos       |
| 2019                                | Gwangju (Corea del Sur) | Medalla de plata  | 4 × 100 m libre mixto   |
| 2019                                | Gwangju (Corea del Sur) | Medalla de bronce | 100 m mariposa          |
| 2023                                | Fukuoka (Japón)         | Medalla de oro    | 4 × 100 m libre         |
| 2023                                | Fukuoka (Japón)         | Medalla de plata  | 4 × 100 m estilos       |
| Campeonato Mundial en Piscina Corta |                         |                   |                         |
| Año                                 | Lugar                   | Medalla           | Prueba                  |
| 2022                                | Melbourne (Australia)   | Medalla de oro    | 50 m libre              |
| 2022                                | Melbourne (Australia)   | Medalla de oro    | 100 m libre             |
| 2022                                | Melbourne (Australia)   | Medalla de oro    | 4 × 100 m libre         |
| 2022                                | Melbourne (Australia)   | Medalla de oro    | 4 × 50 m estilos        |
| 2022                                | Melbourne (Australia)   | Medalla de plata  | 4 × 50 m libre          |
| 2022                                | Melbourne (Australia)   | Medalla de plata  | 4 × 100 m estilos       |
| 2022                                | Melbourne (Australia)   | Medalla de plata  | 4 × 50 m libre mixto    |
| Campeonato Pan-Pacífico             |                         |                   |                         |
| Año                                 | Lugar                   | Medalla           | Prueba                  |
| 2014                                | Gold Coast (Australia)  | Medalla de plata  | 4 × 200 m libre         |
| 2018                                | Tokio (Japón)           | Medalla de oro    | 4 × 100 m libre         |
| 2018                                | Tokio (Japón)           | Medalla de oro    | 4 × 200 m libre         |
| 2018                                | Tokio (Japón)           | Medalla de oro    | 4 × 100 m estilos       |
| 2018                                | Tokio (Japón)           | Medalla de oro    | 4 × 100 m mixto         |
| 2018                                | Tokio (Japón)           | Medalla de bronce | 50 m libre              |
| 2018                                | Tokio (Japón)           | Medalla de bronce | 100 m mariposa          |